# 克兰 (巴巴多斯)
克兰（The Crane）是加勒比海岛国巴巴多斯南海岸的一座村庄和度假酒店，行政上由圣菲利普区（首府）管辖。
该镇的同名度假酒店开放于1887年，反复被报告为加勒比地区最早开通的度假村。